# Carlomanno II di Francia

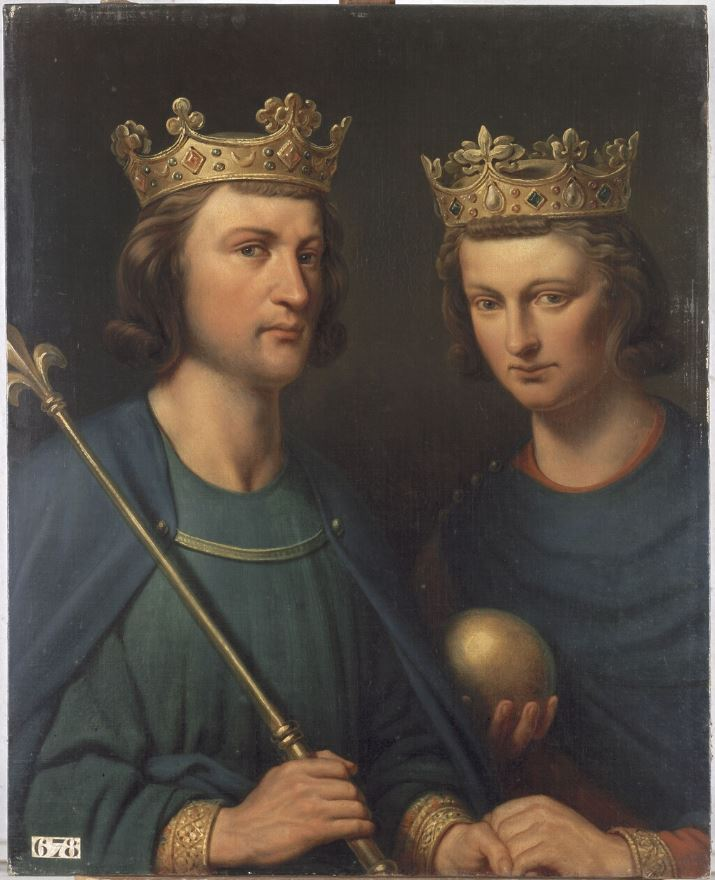
Carlomanno II col fratello Luigi III.

Carlomanno (866/8 – Bézu-la-Forêt, 6 dicembre 884) fu re dei Franchi occidentali (882 - 884), re d'Aquitania (879 - 884) e re nominale di Provenza.

## Origine

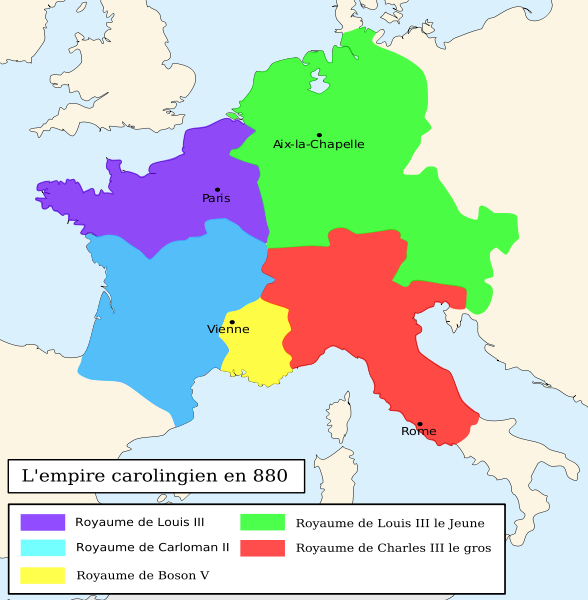
L'impero Carolingio alla morte di Luigi II il Balbo. In azzurro il regno di Carlomanno II

Figlio maschio secondogenito del re dei Franchi occidentali ed inoltre Re di Lotaringia, Re di Provenza e Re di Aquitania, Luigi II il Balbo e della prima moglie, Ansgarda di Borgogna, figlia del conte Arduino di Borgogna e di Wisemberga, sposato segretamente, e, secondo il cronista Reginone, contro il volere di Carlo il Calvo, il padre di Luigi II.

## Biografia
Nell'875, il padre, Luigi il Balbo, per volere di suo padre, Carlo il Calvo, divorziò da Ansgarda, la madre di Carlomanno, ma con la disapprovazione di papa Giovanni VIII, che infatti, a Troyes, il 7 settembre 878, rifiutò di incoronare regina dei Franchi occidentali, la nuova moglie di Luigi il Balbo, Adelaide del Friuli.
Nel settembre dell'878, secondo gli Annales Bertiniani, Carlomanno, durante una visita che suo padre, Luigi il Balbo fece a Bosone lo fidanzò con la primogenita di Bosone ed Ermengarda, Engelberga (ca 877- dopo il 917)).

Alla morte del padre, nell'879, si batté unitamente alla madre ed al fratello, Luigi III il Giovane, per la successione al trono, accusando di adulterio Adelaide del Friuli, mentre Adelaide che era incinta del figlio Carlo il Semplice, mise in discussione la legittimità della successione al trono dei figli di primo letto che Luigi aveva avuto da Ansgarda. Comunque, con l'appoggio di Incmaro, arcivescovo di Reims, Luigi III e Carlomanno II, fatto dichiarare nullo il divorzio della madre, furono riconosciuti eredi legittimi e salirono congiuntamente sui troni di Francia e di Aquitania, furono incoronati entrambi a Ferrières-en-Gâtinais nell'879. A loro spettava anche i regni di Provenza e di Lotaringia occidentale; ma quest'ultimo, nell'880, fu ceduto al cugino, il re dei Franchi orientali, Ludovico III il Giovane, re di Sassonia, che si era rifiutato di riconoscerli.
Col trattato di Ribemont, nel Febbraio 880, Ludovico il Giovane, riconobbe la sovranità dei cugini.

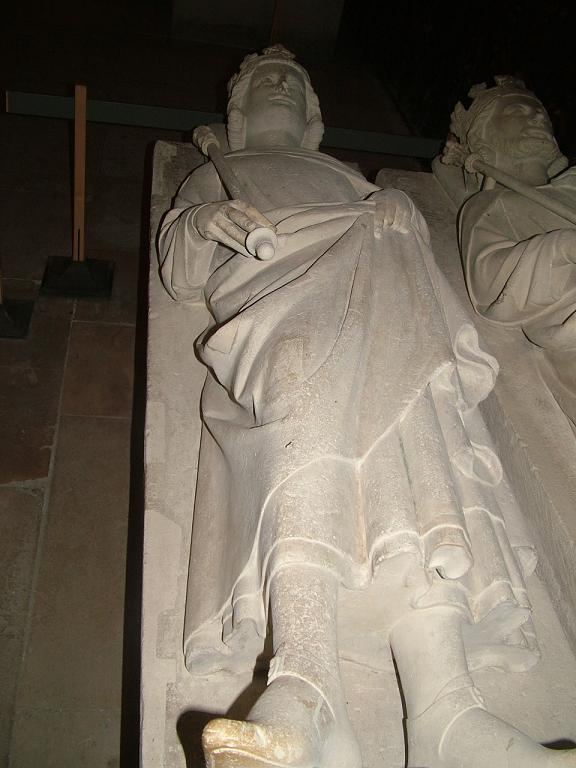
Monumento funebre di Carlomanno II.

Allora, Luigi e Carlomanno, nel marzo di quello stesso anno (880), si divisero i regni tra loro: a Luigi andò la Francia occidentale e la Neustria (il regno dei Franchi occidentali), mentre al fratello, Carlomanno andarono l'Aquitania, la Settimania e la Borgogna occidentale ( il regno di Aquitania) e la Provenza. La nobiltà della Provenza e della Borgogna Cisgiurana, però non accettarono Carlomanno come re ed elessero Bosone re di Provenza.
Sempre in quell'anno, secondo la Carlomanni Regis Diplomata, Carlomanno fece restituire una proprietà alla chiesa di Autun, che in precedenza le era stata sottratta dal conte di Autun, Riccardo.

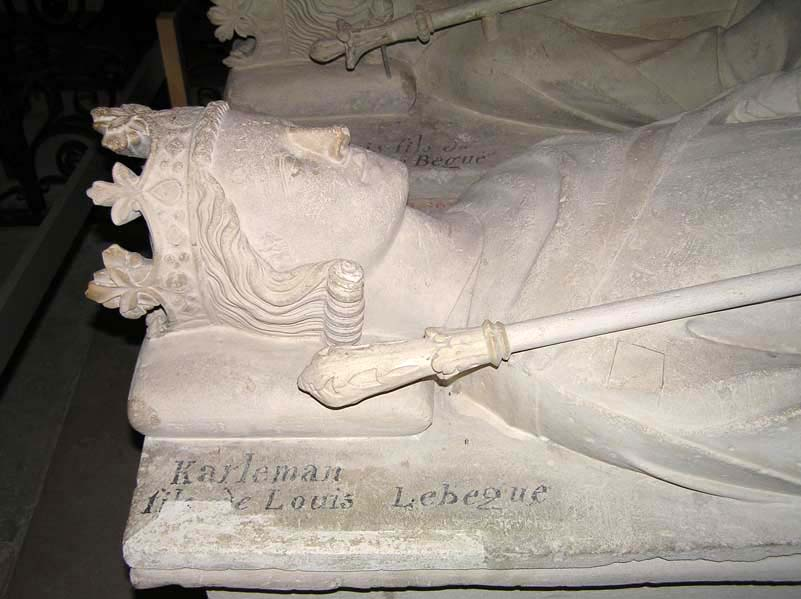
Particolare della statua tombale di Carlomanno

Dopo la spartizione, Luigi e Carlomanno, nell'estate dell'880, si allearono col cugino, il re di Alemannia, da poco eletto re d'Italia e (e futuro imperatore), Carlo il Grosso. Prima mossero guerra contro Ugo, figlio naturale di Lotario II, che pretendeva il ducato di Lorena (l'eredità del padre, toltagli in quanto figlio illegittimo).
Poi, dato che Carlomanno non riusciva a imporsi su Bosone, i tre alleati si mossero in aiuto di Carlomanno contro Bosone, invadendo la Provenza: conquistarono Mâcon ed una parte del regno di Provenza e, in agosto, fu posto l'assedio a Vienne, dove Bosone si era asserragliato; ma a novembre l'assedio fu tolto, per la defezione di Carlo il Grosso, che si dovette recare a Roma a ricevere la corona imperiale dalle mani di papa Giovanni VIII. La città, difesa dalla regina Ermengarda d'Italia, cadde solo nell'882, dopo che era stata nuovamente assediata dal conte di Autun, Riccardo il Giustiziere. Comunque Bosone non si arrese e continuò a difendere il suo regno.
Nel frattempo i Vichinghi, pirati provenienti dalla Danimarca, ripresero le loro incursioni sulle coste settentrionali della Francia, partendo dalle loro basi situate nella Frisia occidentale; Luigi mobilitò un esercito contro di loro; li sbaragliò a Saucourt, villaggio sulla Somme, nei pressi di Abbeville, nell'881; in seguito attaccò i Normanni, che razziavano lungo le sponde della Loira.
Il 5 agosto 882, per una caduta da cavallo, era morto il fratello Luigi, per cui Carlomanno, oltre ad essere re d'Aquitania, divenne l'unico re dei Franchi occidentali e pretendente al trono di Provenza. Però il suo potere fu molto limitato, sia per le rivolte dei feudatari, sia per le incursioni dei Vichinghi, sempre più numerose.
Durante il regno di suo padre e poi di suo fratello, i Vichinghi avevano iniziato a fare delle incursioni, nel nord del regno dei Franchi, dalle loro basi situate nella Frisia occidentale. Dopo la vittoria del fratello sulla Somme, anche Carlomanno li sconfisse sulle rive dell'Aisne e poi fu costantemente impegnato nella lotta contro i Vichinghi, che, però, nell'883, occuparono Amiens, accampandosi nei dintorni, obbligando Carlomanno a venire a patti: i vichinghi si sarebbero ritirati e avrebbero lasciato il suo regno in cambio di 12.000 libbre d'argento. L'accordo fu stipulato nell'884 e l'impegno fu mantenuto, la flotta fece rotta per le coste inglesi e solo una parte di vichinghi o si stabilì in Lorena o si accampò nei pressi di Lovanio.
Morì il 6 dicembre 884, ad Andelys, anche lui come il fratello Luigi, secondo gli Annales Vedastini, a seguito una caduta da cavallo, sette giorni dopo che durante una partita di caccia al cinghiale, nella foresta di Bézu, nelle vicinanze di Andelys era stato ferito, incidentalmente, ad una gamba da un giovane del suo seguito di nome Bertoldo. Carlomanno, che era di ritorno da una campagna contro i Vichinghi, e che a quel tempo aveva circa 18 anni, fu sepolto nell'abbazia reale di Saint-Denis.
La morte di Carlomanno fu riportata anche negli Annales Sancti Benigni Divisionensis Non lasciando eredi diretti, i Franchi si riunirono e decisero di rivolgersi all'Imperatore, Carlo il Grosso, che subentrò a Carlomanno sia sul trono d'Aquitania sia su quello dei Franchi occidentali.

## Discendenza
Di Carlomanno non si conosce alcuna discendenza.

## Ascendenza
|                          |   |                        | Genitori              |  |  | Nonni |  |  | Bisnonni        |  |  | Trisnonni  |  |
|                          |   |                        |                       |  |  |       |  |  | Ludovico il Pio |  |  | Carlomagno |  |
|                          |   |                        |                       |  |  |       |  |  | Ludovico il Pio |  |  | Carlomagno |  |
|                          |   | Ildegarda              |                       |  |  |       |  |  | Ludovico il Pio |  |  |            |  |
| Carlo il Calvo           |   |                        |                       |  |  |       |  |  | Ludovico il Pio |  |  |            |  |
|                          |   | Giuditta di Baviera    | Guelfo I              |  |  |       |  |  |                 |  |  |            |  |
|                          |   | Giuditta di Baviera    | Guelfo I              |  |  |       |  |  |                 |  |  |            |  |
|                          |   | Giuditta di Baviera    | Hedwig di Baviera     |  |  |       |  |  |                 |  |  |            |  |
| Luigi II di Francia      |   | Giuditta di Baviera    |                       |  |  |       |  |  |                 |  |  |            |  |
|                          |   | Oddone d'Orléans       | Adriano d'Orléans     |  |  |       |  |  |                 |  |  |            |  |
|                          |   | Oddone d'Orléans       | Adriano d'Orléans     |  |  |       |  |  |                 |  |  |            |  |
|                          |   | Oddone d'Orléans       | Waldrada d'Orléans    |  |  |       |  |  |                 |  |  |            |  |
| Ermentrude d'Orléans     |   | Oddone d'Orléans       |                       |  |  |       |  |  |                 |  |  |            |  |
|                          |   | Engeltrude di Fézensac | Leotardo II di Parigi |  |  |       |  |  |                 |  |  |            |  |
|                          |   | Engeltrude di Fézensac | Leotardo II di Parigi |  |  |       |  |  |                 |  |  |            |  |
|                          |   | Engeltrude di Fézensac | Grimilde              |  |  |       |  |  |                 |  |  |            |  |
| Carlomanno II di Francia |   | Engeltrude di Fézensac |                       |  |  |       |  |  |                 |  |  |            |  |
|                          | … | …                      |                       |  |  |       |  |  |                 |  |  |            |  |
|                          | … | …                      |                       |  |  |       |  |  |                 |  |  |            |  |
|                          | … | …                      |                       |  |  |       |  |  |                 |  |  |            |  |
| Arduino di Borgogna      | … |                        |                       |  |  |       |  |  |                 |  |  |            |  |
|                          |   | …                      | …                     |  |  |       |  |  |                 |  |  |            |  |
|                          |   | …                      | …                     |  |  |       |  |  |                 |  |  |            |  |
|                          |   | …                      | …                     |  |  |       |  |  |                 |  |  |            |  |
| Ansgarda di Borgogna     |   | …                      |                       |  |  |       |  |  |                 |  |  |            |  |
|                          |   | …                      | …                     |  |  |       |  |  |                 |  |  |            |  |
|                          |   | …                      | …                     |  |  |       |  |  |                 |  |  |            |  |
|                          |   | …                      | …                     |  |  |       |  |  |                 |  |  |            |  |
| Wisengarda               |   | …                      |                       |  |  |       |  |  |                 |  |  |            |  |
|                          |   | …                      | …                     |  |  |       |  |  |                 |  |  |            |  |
|                          |   | …                      | …                     |  |  |       |  |  |                 |  |  |            |  |
|                          |   | …                      | …                     |  |  |       |  |  |                 |  |  |            |  |
|                          |   | …                      |                       |  |  |       |  |  |                 |  |  |            |  |

### Fonti primarie
- (LA)  Monumenta Germaniae Historica, tomus IX.
- (LA)  Annales Bertiniani.
- (LA)  Monumenta Germaniae Historica, tomus I.
- (LA)  Rerum Gallicarum et Francicarum Scriptores, tomus IX.
- (LA)  Monumenta Germaniae Historica, tomus V.

### Letteratura storiografica
- René Poupardin, I regni carolingi (840-918), in «Storia del mondo medievale», vol. II, 1979, pp. 583–635
- Allen Mayer, I vichinghi, in «Storia del mondo medievale», vol. II, 1979, pp. 734–769
- (FR) Sandrine Vassileff La place du nom Carloman dans le système anthroponymique de la famille carolingienne (PDF), su www2.univ-mlv.fr. URL consultato l'11 settembre 2012 (archiviato dall'url originale il 31 agosto 2021).